# Secolo giuliano
Un secolo giuliano è lungo esattamente 36525 giorni. È la lunghezza di un secolo nel calendario giuliano.
Gli astronomi usano il secolo giuliano come un'unità di tempo per le effemeridi, perché fornisce un utile termine per il calcolo di alcuni coefficienti della longitudine lunare e solare e nella declinazione e nell'inclinazione sull'eclittica.
Occorre notare che un secolo giuliano è diverso da un secolo del calendario gregoriano di circa 1,24 giorni.